# A Hazy Shade of Winter
A Hazy Shade of Winter is een nummer van het Amerikaanse folkduo Simon & Garfunkel, geschreven door Paul Simon. Het nummer werd in 1966 uitgebracht als single en in 1968 toegevoegd aan het vierde studioalbum van het duo, Bookends. Het behaalde een dertiende positie op de Billboard Hot 100 in de Verenigde Staten. Het werd verschillende malen gecoverd, onder andere door The Bangles in 1987. 

## Achtergrond
Het nummer werd opgenomen tijdens de opnamesessies voor het derde studioalbum Parsley, Sage, Rosemary and Thyme, maar verscheen pas twee jaar later op Bookends.
Simon schreef het nummer toen hij in het Verenigd Koninkrijk woonde in 1965. In het nummer beschrijft hij een hopeloze poëet met "manuscripten vol ongepubliceerde rijmen", onzeker over wat hij bereikt heeft in zijn leven. Verder verwijst Simon naar de overgang van de herfst naar de winter.
Volgens auteur en diskjockey Peter Fornatale doet het nummer denken aan, en contrasteert het met John Phillips' hit California Dreamin'.
Richie Unterberger van online muziekgegevensbank AllMusic beschreef A Hazy Shade of Winter als "een van Simon & Garfunkels beste, en zeker een van de hardere en meer rock-georiënteerde nummers".

## Versie van The Bangles
Amerikaanse poprockband The Bangles speelden A Hazy Shade of Winter zeker sinds 1983 tijdens hun liveconcerten. In 1987 werd hen gevraagd om een nummer op te nemen voor de film Less Than Zero. Ze hernoemden hun cover Hazy Shade of Winter, en lieten onder druk van hun platenlabel een strofe weg die de zin "drinking my vodka and lime" bevatte. 
Hazy Shade of Winter werd een groot succes toen het als single werd uitgebracht, waarbij het de originele versie voorbij stak op het gebied van verkoopcijfers. Het bereikte namelijk een tweede plaats op de Billboard Hot 100. 
De Bangles-versie valt te horen tijdens de tweede episode van het eerste seizoen van Netflix-reeks Stranger Things.

### NPO Radio 2 Top 2000
A Hazy Shade of Winter stond alleen in 2000 in de NPO Radio 2 Top 2000, op plek 1555.

## Andere uitvoeringen
- Gerard Way en Ray Toro van My Chemical Romance namen een versie op voor de Netflix-serie The Umbrella Academy in 2019. Deze opname is gebaseerd op de versie van The Bangles.